# Publi Juvenci Talna
Publi Juvenci Talna (en llatí: Publius Juventius Thalna) va ser un militar romà del segle ii aC. Formava part de la gens Juvència, una gens romana d'origen plebeu procedent de Túsculum.
Era pretor l'any 149 aC, i va ser derrotat i mort a una batalla lliurada a la província romana de Macedònia contra l'usurpador Andrisc, conegut com a Pseudofilip i que deia ser fill de Perseu de Macedònia.